# Bambesa
Bambesa est une localité, chef-lieu de territoire de la province du Bas-Uele en république démocratique du Congo.

## Géographie
Elle est située sur la route nationale RN 25 à 160 km au nord-est du chef-lieu provincial Buta.

## Administration
Chef-lieu territorial de 2 242 électeurs recensés en 2018, la localité a le statut de commune rurale de moins de 80 000 électeurs, elle compte 7 conseillers municipaux en 2019.

## Population
Le recensement date de 1984,.
| 1984 | 2004   | 2012   |
| ---- | ------ | ------ |
| -    | 13 197 | 15 483 |